# Ercsei Dániel (lelkész)
Téglási Ercsei Dániel (Érkeserű, 1744 körül – Mezőtúr, 1809. február 5.) református lelkész.

## Élete
Ercsey Zsigmond érkeserűi pap fia, akinek apja kolozsvári tanuló volt és születése helyéről, Nagyercséről, ahova apja, Szőke János, Téglásról jött Erdélybe, vette föl az Ercsey nevet.
Ercsey Dániel teológiai tanulmányait a debreceni református kollegiumban és a Bázeli egyetemen végezte, ugyanott szentelték föl. 1777-ben a mezőtúri egyház hívta meg papnak; ezen hivatalát 32 évig viselte. Hivatalbeli dolgain kívül a teológiai tudományoknak szentelte idejét. Meghívták Debrecenbe a keleti nyelvek és irodalmak tanszékére, melyet apósa, Varjas János töltött be haláláig, de a meghívást nem fogadta el. A mezőtúri iskola sorsát mindig a szívén viselte, 300 kötetnyi görög és római klasszikusokból álló könyvtárt szerzett neki. A nagykunsági egyházvidék megválasztotta jegyzőjének és később esperesének. Halotti beszédet mondott fölötte Váradi Sámuel kisújszállási lelkész; dicsérő beszédet pedig Nagy István mezőtúri tanító. Két gyermeke maradt: Klára, Budai Ézsaiás debreceni tanár neje, és Ercsey Dániel, szintén ott tanár és a Magyar Tudományos Akadémia tagja. Elhunyt Mezőtúron, 1809-ben, 65. évében.

## Munkái
A szent passio, vagy az Úr Jésus Kristus szenvedésének és halálának historiája, mely a négy évangyélistáknak irásaikból öszve-szedegettetvén, szükséges jegyzésekkel megvilágosíttatott, kegyes elmélkedésekkel, könyörgésekkel ős énekekkel megbővíttetett… Komárom, 1793.
Kéziratban: Prideaux Históriájának és Móses 5 könyvének az eredetiből való fordítása.